# Dicyphoma schaefferi
Dicyphoma schaefferi är en tvåvingeart som först beskrevs av Daniel William Coquillett 1904.  Dicyphoma schaefferi ingår i släktet Dicyphoma och familjen vapenflugor. Inga underarter finns listade i Catalogue of Life.